# Aerologi
Aerologi är en generell term för läran om jordens atmosfär. Vanligen brukar man utesluta luftskiktet närmast jordytan, cirka 1 km högt, som påverkas av jordytans form och beskaffenhet, som brukar föras till området gränsskiktsmeteorologi. Ordet aerologi kommer från grekiskans αέρα ("aera", luft) och λογία ("logia", lära).
Inom aerologin studerar man exempelvis lufttemperatur, lufttryck och luftfuktighet på olika höjder. Studier av ozonlagret och klimatmässiga effekter på hela atmosfären ingår även inom aerologin. Man använder bland annat satelliter, väderballonger och laserutrustning i studierna. För att avbilda vädret på en viss höjd används en aerologisk karta.

## Historik
Med bemannade ballonger har undersökningar företagits sedan 1783. Reinhard Süring och Berson nådde 1901 i öppen gondol en höjd av 10 800 meter. I hermetiskt tillsluten gondol uppnådde Auguste Piccard 1932 15 600 meter. Även friballonger medförande meteorologiska instrument har använts och nått mycket stora höjder. Den största uppnådda höjden torde vara cirka 33 000 meter.
De första friballongsuppsändningarna ägde rum i Frankrike 1892 och i Sverige 1907 i Kiruna. År 1908 började regelbundet sändas upp radiosonder i Sverige. Pilotballonger användes för bestämning av vindriktning och vindstyrka. Användning av pilotballonger fick allt större omfattning i takt med de ökande fordringar som flygtrafiken ställde på vädertjänsten.
Flygplan som medförde meteorografer sändes upp för väderlekstjänsten räkning i många länder och i Sverige med början 1926. De kunde nå upp till 5 000 meters höjd, men kom efter hand att ersättas med instrumentbärande drakar.